# Achim Leschinsky
Achim Leschinsky (* 8. April 1944 in Mühlhausen/Thüringen; † 24. April 2011) war ein deutscher Erziehungswissenschaftler und Professor an der Humboldt-Universität zu Berlin.

## Leben und Werk

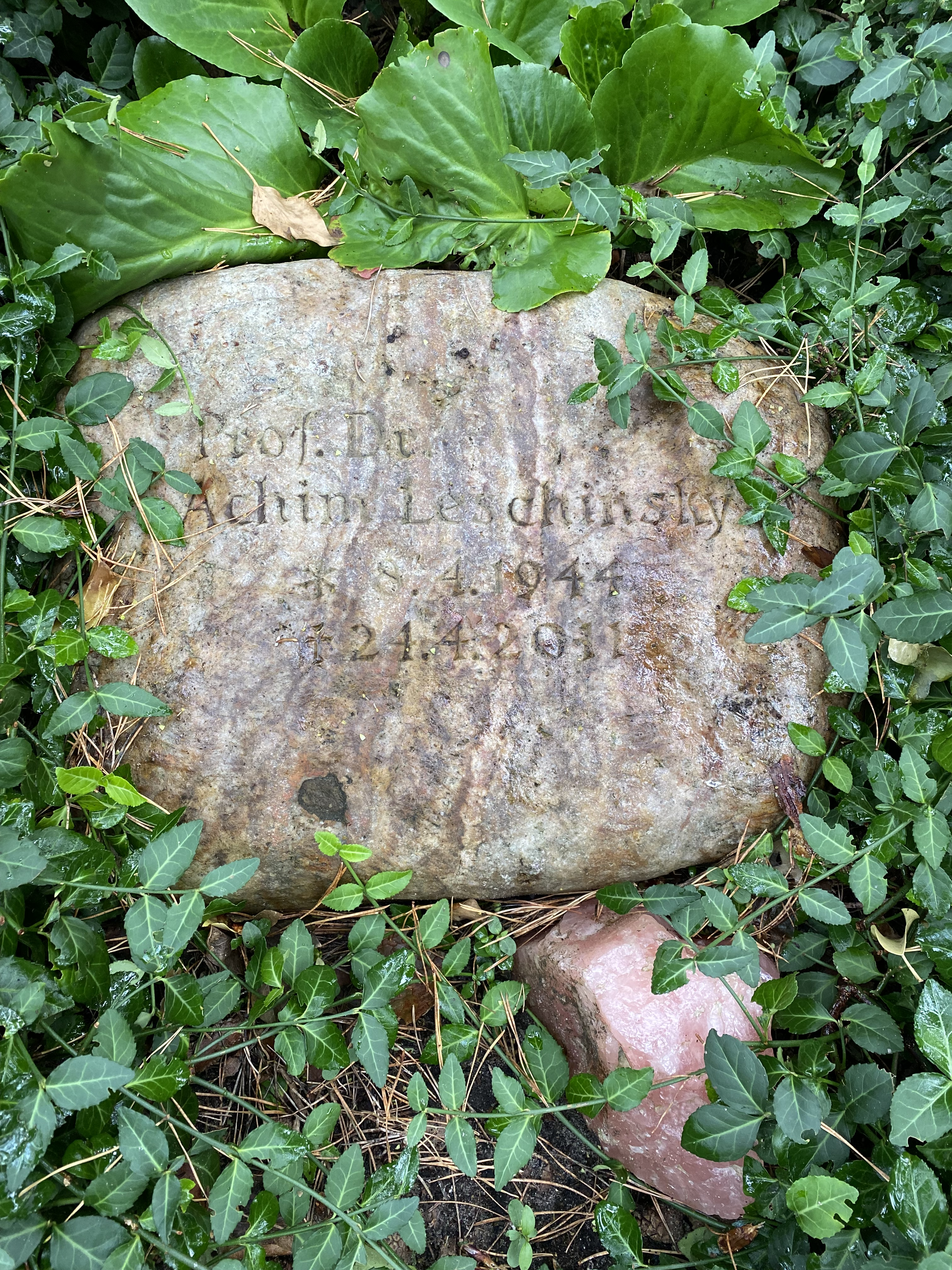
Grabstätte Achim Leschinsky

1963 bis 1970 studierte er Medizin, Geschichte, klassische Philologie, Soziologie und Erziehungswissenschaft in Bonn, Berlin und Hamburg bis zum Staatsexamen für höheres Lehramt. 1976 erfolgte die Promotion zum Doktor der Philosophie an der Universität Hamburg, die 1983 Habilitation in Erziehungswissenschaft an der Freien Universität Berlin. 1973–1992 arbeitete er als wissenschaftlicher Mitarbeiter und Projektleiter am Max-Planck-Institut für Bildungsforschung im Forschungsbereich „Schule und Unterricht“ unter Peter M. Roeder, 1992 wurde er Professor für Schultheorie und Schulforschung an der Humboldt-Universität zu Berlin.
Seine Forschungs- und Arbeitsschwerpunkte waren die Schultheorie, die Bildungsgeschichte und die Bildungsforschung, außerdem Wertevermittlung und Werterziehung in der Schule. Betreute Projekte waren:
- „Zur Wirksamkeit der innerschulischen Verabredung pädagogischer Ziele als Instrument der Qualitätsentwicklung von Schule und Unterricht“ für das brandenburgische BLK-Modellprogrammelement „Selbstständigkeit der Schulen: erweiterte Verantwortung und Qualitätssicherung - Qualifizierung der Schulen und der Schulaufsicht für ihre neuen Aufgaben (SeSuS)“ (zusammen mit Sabine Gruehn)
- Wissenschaftliche Begleitung der Weiterentwicklung des Unterrichtsfachs „Lebensgestaltung-Ethik-Religionskunde“ in Brandenburg (1996–2000); in diesem Zusammenhang Leitung (zusammen mit Sabine Gruehn) einer empirischen Studie zur Praxis und Wirkung des Unterrichts im Lernbereich „Lebensgestaltung – Ethik – Religionskunde“ in Brandenburg (1998–2000)

Bis zu seiner Pensionierung im Jahr 2009 hatte Leschinsky den Lehrstuhl für Schultheorie am Institut für Erziehungswissenschaften der Humboldt-Universität zu Berlin inne. Er verstarb am 24. April 2011, nachdem er bereits über dreißig Jahre an Multipler Sklerose gelitten hatte. Beigesetzt wurde er auf dem Waldfriedhof Dahlem, die Grabstätte befindet sich im Feld 013-45.

## Schriften (Auswahl)
- Was Schule macht. Schule, Unterricht und Werteerziehung, theoretisch, historisch, empirisch; Achim Leschinsky zum 60. Geburtstag.  hg. v. Sabine Gruehn, Beltz, Weinheim 2004, ISBN 3-407-32055-8.
- mit G. Kluchert: Woher die Karawane kommt. Schulaufsicht zwischen Kontrolle und Beratung – historisch betrachtet. In: J. Hofmann (Hrsg.): Schulaufsicht im Umbruch. Schulmanagement für die Praxis. Neue Aufgaben der Schulaufsicht bei der Qualitätssicherung und -entwicklung von Schule. Kronach u. a. 2001, S. 13–32.
- mit S. Gruehn: LER – eine Reforminitiative auf dem Weg zu einer realitätsgerechten Aufgabenstellung. In: Neue Sammlung. 41, 2001, S. 369–392. (Wiederabgedruckt in: L. Krappmann, C. T. Scheilke (Hrsg.): Religion in der Schule – für alle?! Die plurale Gesellschaft als Herausforderung an Bildungsprozesse. Seelze-Velber 2003, S. 135–158)
- mit Wolfgang Edelstein, K. E. Grözinger, B. Kirsch, J. Lott und F. Oser (Hrsg.): Lebensgestaltung – Ethik – Religionskunde. Zur Grundlegung eines neuen Schulfachs. Analysen und Empfehlungen. Beltz, Weinheim / Basel 2001, ISBN 3-407-32001-9.
- mit S. Gruehn: Lebensgestaltung – Ethik – Religionskunde – ein notwendiger Reformversuch unterwegs. In: K. H. Auer (Hrsg.): Ethikunterricht. Standortbestimmung und Perspektiven. Innsbruck / Wien 2002, S. 145–165.
- mit Kai S. Cortina, J. Baumert, K. U. Mayer und L. Trommer (Hrsg.): Das Bildungswesen in der Bundesrepublik Deutschland. Strukturen und Entwicklungen im Überblick. Ein Bericht des Max-Planck-Instituts für Bildungsforschung. Rowohlt, Reinbek 2003, ISBN 3-499-61122-8. (darin: Autor bzw. Co-Autor der Kap. 1, 2, 3, 8, 9 und 17)
- mit Peter Martin Roeder: Schule im historischen Prozeß. Vom Wechselverhältnis von institutioneller Erziehung und gesellschaftlicher Entwicklung. Klett-Cotta, Stuttgart 1976, ISBN 3-548-39055-2.
- Alte Kameraden. Zur unterlaufenen Entnazifizierung im westdeutschen Schulwesen nach dem Ende des Zweiten Weltkriegs. In: Jahrbuch für historische Bildungsforschung. 12, 2006, S. 91–116.